# Nicholas Rizzo
Nicholas Rizzo (Esine, 11 maart 2000) is een Italiaans voetballer die in het seizoen 2021/22 door Genoa CFC wordt uitgeleend aan Excelsior Virton.

## Clubcarrière
Rizzo ruilde in 2019 de jeugdopleiding van Internazionale, waarmee hij in 2017 het U17-kampioenschap en een jaar later de Viareggio Cup won, voor Genoa CFC. Genoa leende hem meteen uit: eerst aan Serie C-clubs Carrarese Calcio en FeralpiSalò in de seizoenen 2019/20 en 2020/21, vervolgens aan de Belgische tweedeklasser Excelsior Virton.
2 Vinck ·
3 Rizzo ·
4 Doué ·
5 Hamzaoui ·
7 Bukusu ·
8 Sadin  ·
9 Sula ·
10 Pinga ·
11 Ahlinvi ·
14 Guillaume ·
17 Allach ·
18 Mouaddib ·
20 Napoletano ·
21 Aabbou ·
23 Martin ·
24 Hery ·
26 Awassi ·
28 Droehnle ·
Masangu ·
Coach: Grégoire